# Nomad Train
Nomad Train, tot 2020 TER Normandie genoemd, is het netwerk van treindiensten van de Franse regio Normandië, uitgevoerd door de SNCF als TER. Dit netwerk ontstond door de fusie van de  netwerken TER Basse-Normandie en TER Haute-Normandie, aansluitend op de fusie van de regio's zelf. Ook vijf voormalige Intercités-lijnen, die  daarvoor onder de verantwoordelijkheid van de staat vielen, werden aan de regio Normandië overgedragen op 11 januari 2020 en behoren sindsdien tot Nomad Train.

## Geschiedenis
Het TER Normandie-netwerk ontstond na de samenvoeging van de administratieve regio's Basse-Normandie en Haute-Normandie. Er werd daarover een exploitatieovereenkomst getekend op 11 december 2017, tussen SNCF Mobilités (SNCF Voyageurs sinds 2020) en de nieuwe regio Normandië, voor een periode van twee jaar vanaf 11 januari 2018. Deze kortetermijnovereenkomst zou de voorbode zijn voor de overname, door de regio, van het bestuur en de financiering van de Normandische intercitylijnen. Er is daarna een nieuwe overeenkomst gesloten voor de periode 2020-2029. Deze zorgt voor een geheel vernieuwd aanbod met vier diensten, meer verbindingen (+20 % verkeer tegen 2025), meer gemengde trein- en busdiensten, een nieuw tariefaanbod en een versterkt bonus-malus- en boetesysteem.
Vanaf 11 januari 2020, maakt het TER Normandie -netwerk deel uit van het nieuwe regionale mobiliteitsaanbod genaamd "Nomad". Deze nieuwe identiteit verenigt zowel niet-stedelijk, streek- als schoolvervoer (treinen, bussen, on-demandvervoer en carpooling). Op termijn binnen de context van openstelling voor concurrentie, is de naam " Nomad Train" bedoeld om het merk TER, eigendom van SNCF Voyageurs, te vervangen.

## Concurrentie
Omdat het automatisch toekennen van concessies aan de SNCF niet meer mag sinds eind 2023, zal de regio Normandië geleidelijk volgende 5 loten toekennen via een openbare aanbesteding, ten laatste in 2030:
- Étoile de Caen: de treindiensten vanaf Caen naar Cherbourg, Lisieux, Granville - Rennes, Rouen en de as Lisieux - Deauviille - Dives
- Étoile de Rouen
- Paris › Granville
- Saint-Lazare › Normandië
- Étoile Mancelle; verbindingen rond Le Mans

## Lijnen

Kaart van spoorweginfrastructuur in Normandië (in 2020), waarvan een deel wordt gebruikt door commerciële TER-verbindingen.

Het Nomad Train netwerk groepeert spoorverbindingen verdeeld over vier verschillende dienstregelingen:
- " Chrono+ » (K+): directe verbindingen (dus met weinig tussenstops) tussen de grote Normandische agglomeraties en naar Parijs; deze treinen zijn uitgerust met wifi en automaten voor warme dranken. Dit zijn twee radiale verbindingen  vanuit Paris-Saint-Lazare, waarop Omneo Premium -treinen rijden;
- " chrono (K): ook directe verbindingen, alleen tussen de grote regionale steden (alsook de verbindingen Parijs-Montparnasse – Granville en Paris-Saint-Lazare – Dieppe);
- " Citi " (VS): verbindingen van hoofdzakelijk voorstedelijke aard (in de nabijheid van grote steden, waaronder Parijs);
- " Proxi (P): verbindingen die het regionale grondgebied fijnmaziger bedienen (in het bijzonder de landelijke gebieden);
- hieraan zijn seizoenslijnen (S) toegevoegd.

## Rollend materieel
De vloot van het Nomad Train netwerk bestaat uit het materieel van de voormalige netwerken TER Basse-Normandie en TER Haute-Normandie. Dit rollend materieel is eigendom van SNCF Voyageurs, met uitzondering van enkele gevallen waarin bij de financiering is bepaald dat de regio eigenaar is.
Bovendien werd voor de TER-activiteit aanvankelijk het Intercités-deel van het rollend materieel dat op de Nomad-lijnen in omloop was gehuurd van SNCF Voyageurs, namelijk de BB 15000 en de Corail-rijtuigen. Deze zijn uit het verkeer genomen ten gunste van de Z 56600 (Omneo Premium).
Vanf 2014 zijn er meerdere reeksen modern materieel besteld door de voormalige regio's Haute-Normandie en Basse-Normandie, en door de nieuwe regio Normandië:
- 15 stellen Régiolis B 84500, geleverd in 2014-2016 voor de lijn Paris – Granville. Deze zijn gefinancierd door de regio Basse-Normandie als tegenprestatie voor de overname door de staat van de exploitatie van de lijn.[5]
- 10 stellen Régiolis B 85900, geleverd in 2015-2016 aan de regio Haute-Normandie ter vervanging van de  X 4750 en X 4900 op de lijn Rouen – Dieppe.
- 40 stellen Omneo Premium Z 56600 besteld door de regio Normandie, ter vervanging van de Corail-treinen op de lijnen Paris – Caen – Cherbourg / Trouville-Deauville et Paris – Rouen – Le Havre. Deze werden gefinancierd door de Staat met als tegenprestatie het beheer van deze Intercité-lijnen door de regio. [6],[7];
- 27 stellen Omneo Confort werden door de regio Normandië besteld ter vervanging van het type Z 26500 (die worden overgedragen aan de regio Grand-Est). Deze zijn in eerste instantie bedoeld voor de lijnen Paris – Vernon – Rouen en Paris – Évreux – Serquigny. [8]

Eind 2019 bestond de vloot in de regio uit 172 motorstellen en locomotieven en bijna 300 wagons.
De vloot wordt beheerd door twee Technical Fleet Supervisions Techniques de flotte (STF):
- SNO: STF Normandie (Sotteville, Caen, Cherbourg);
- SLN: STF Lines Normandes (Clichy).

Samenvatting van de motorstellen op 30 december 2021:
| Serie  | Type          | STF SLN | STF SNO | Totaal |
| ------ | ------------- | ------- | ------- | ------ |
| B82500 | 4-ledig       | –       | 9       | 9      |
| B84500 | 6-ledig       | –       | 15      | 15     |
| B85900 | 4-ledig       | –       | 10      | 10     |
| X73500 | mono          | –       | 25      | 25     |
| X76500 | 3-ledig       | –       | 14      | 14     |
| Z26500 | 5-ledig       | 16      | –       | 16     |
| Z27500 | 3- of 4-ledig | –       | 33      | 33     |
| Z56600 | 10-ledig      | ?       | 24      | 40     |

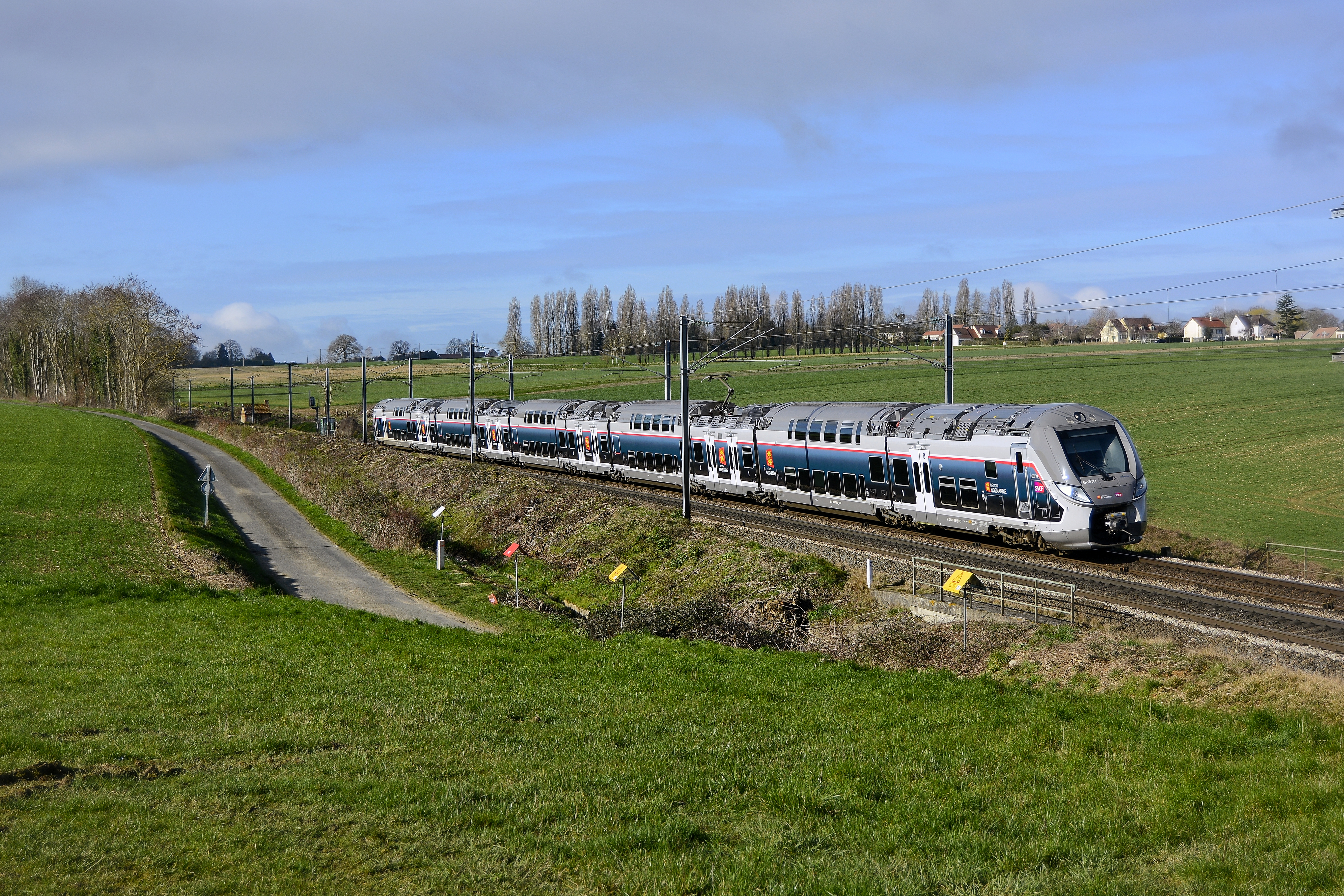
Regio 2N - Z 56600 - Omneo Premium, nabij Ménerville (2020).
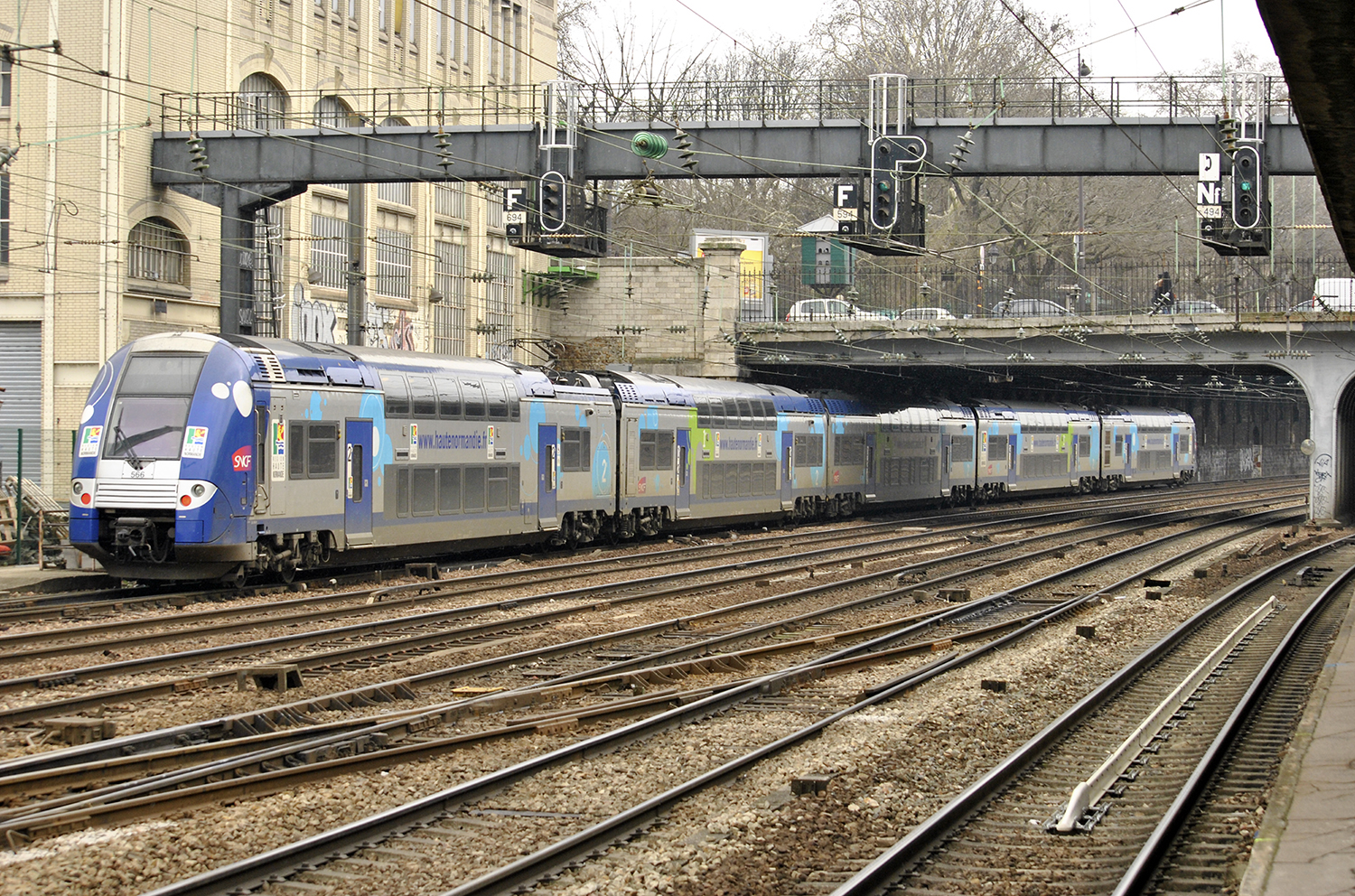
Z 26500 - Haute-Normandie in Station Pont-Cardinet (2013).
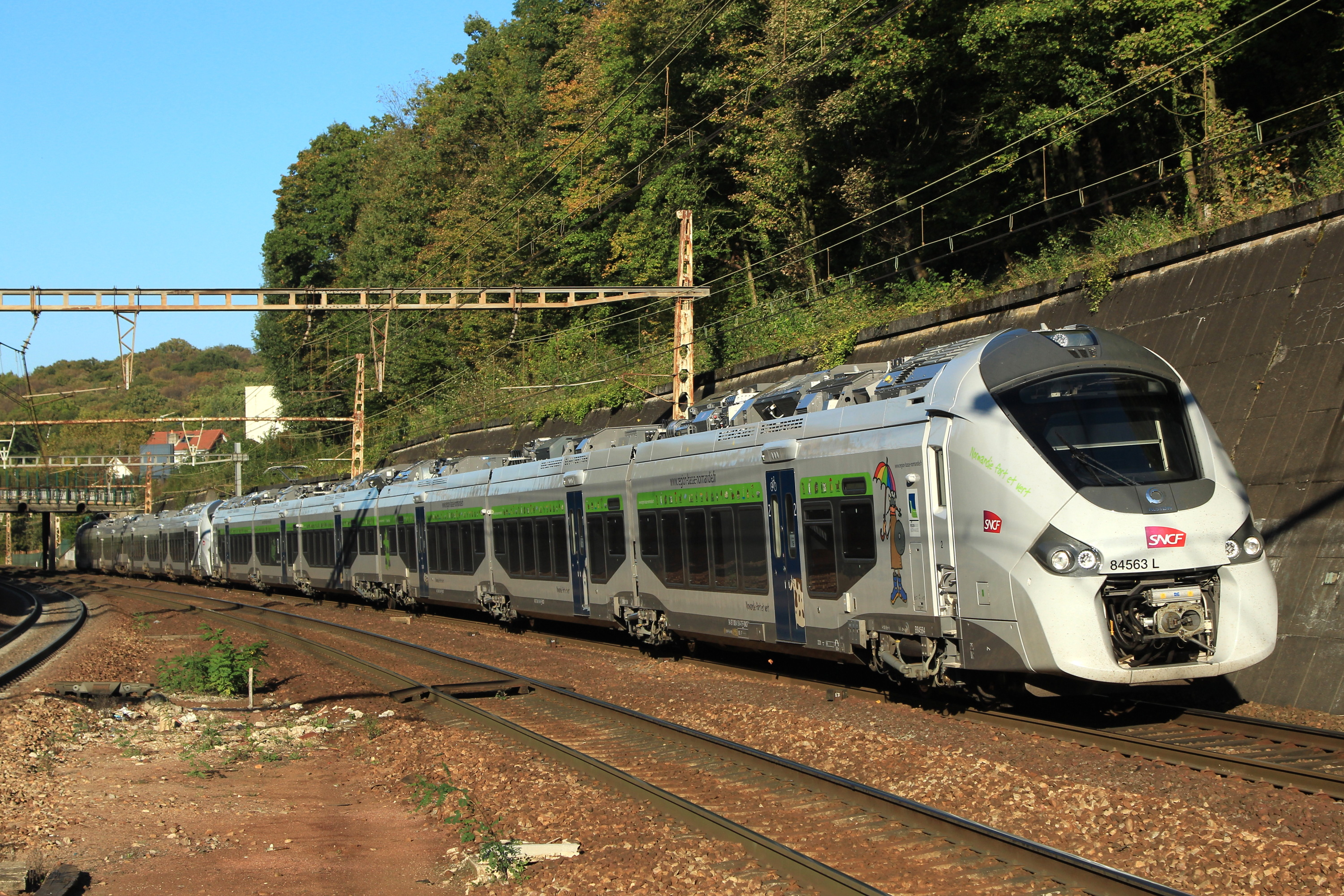
Régiolis B 84500 - Basse-Normandie, door het station Chaville-Rive-Gauche (2014).
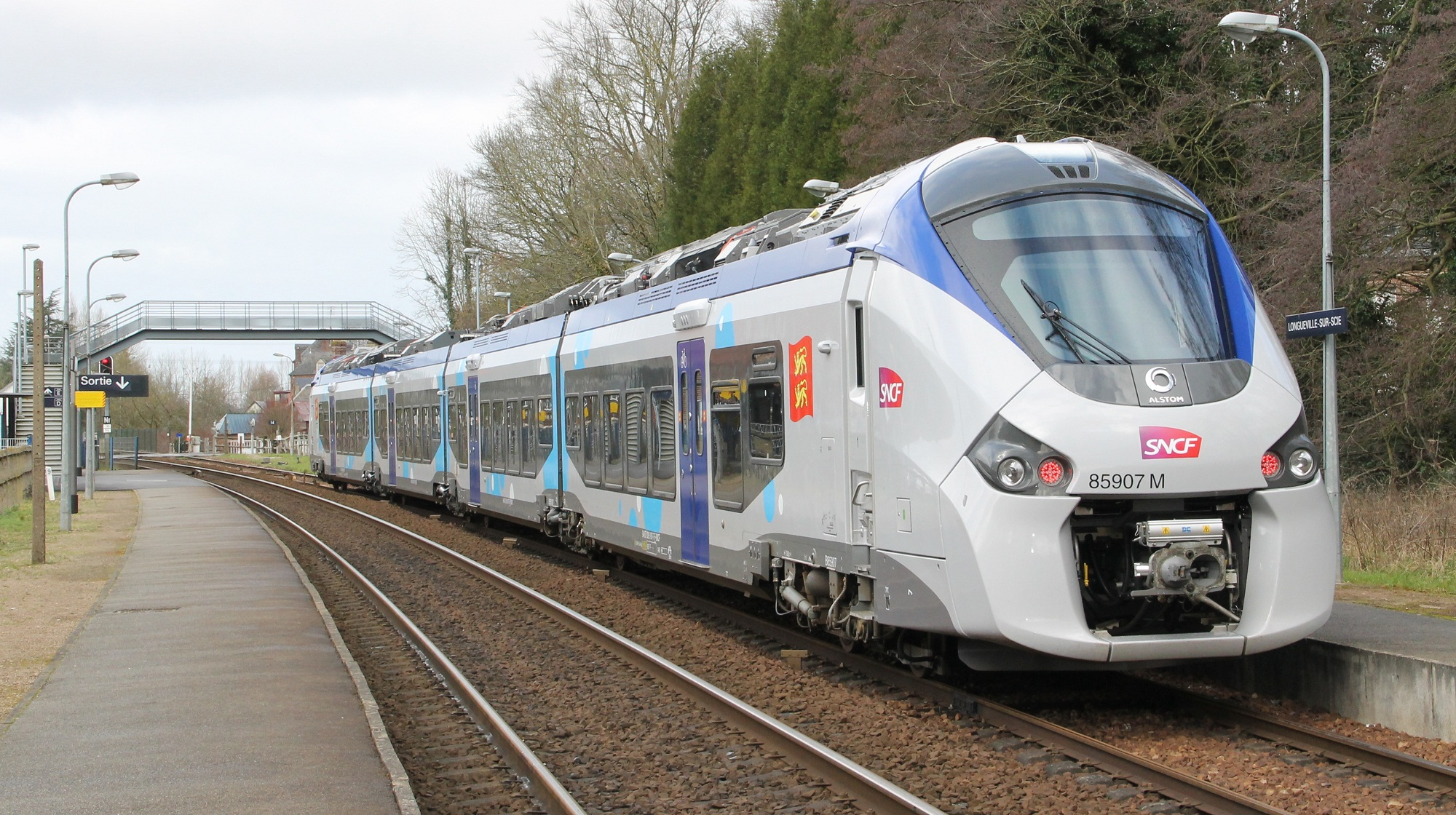
Régiolis B 85900 - Haute-Normandie, in het station Longueville-sur-Scie (2016).
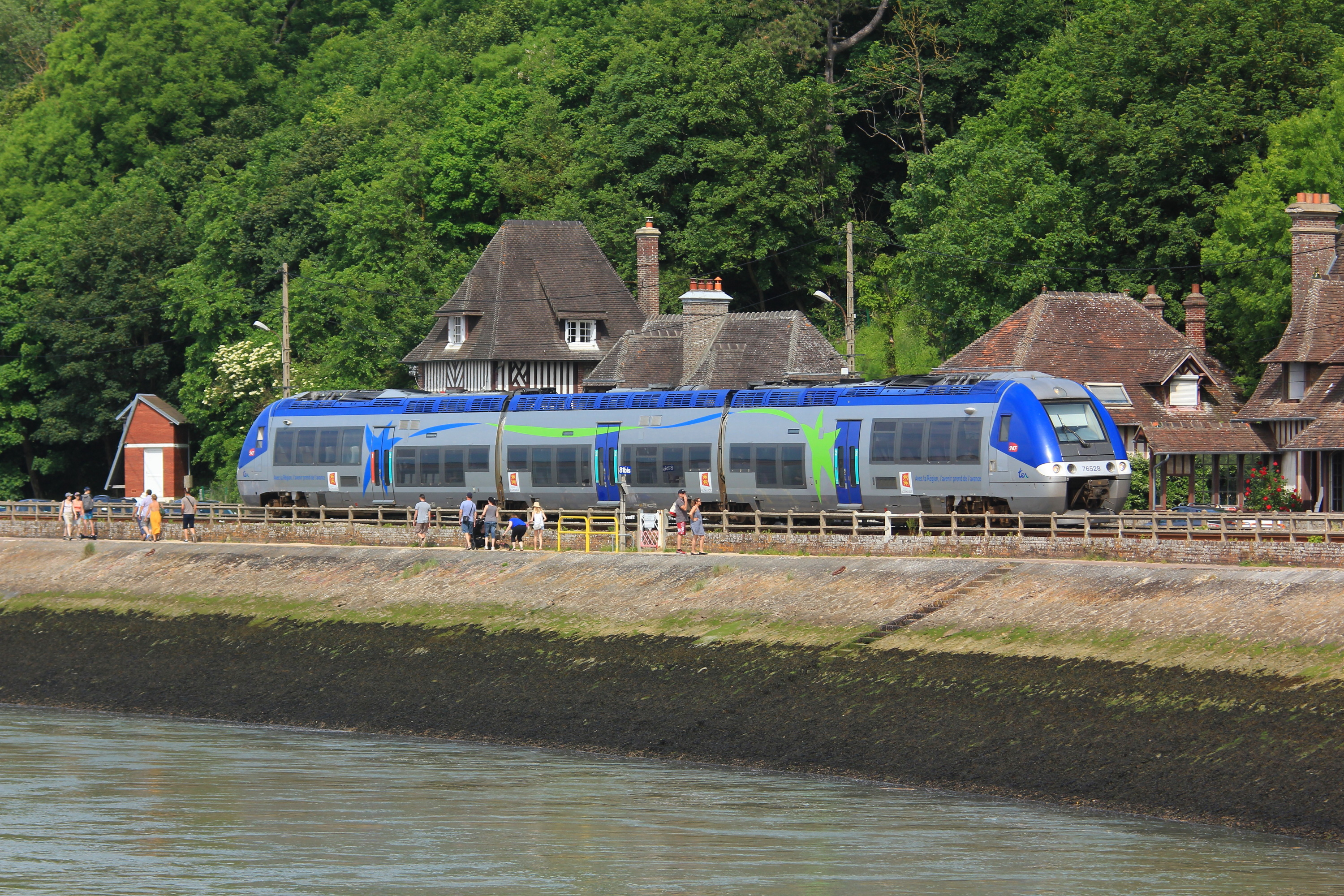
X 76500 - Basse-Normandie, op de dijk in de buurt van station  Houlgate (2015).
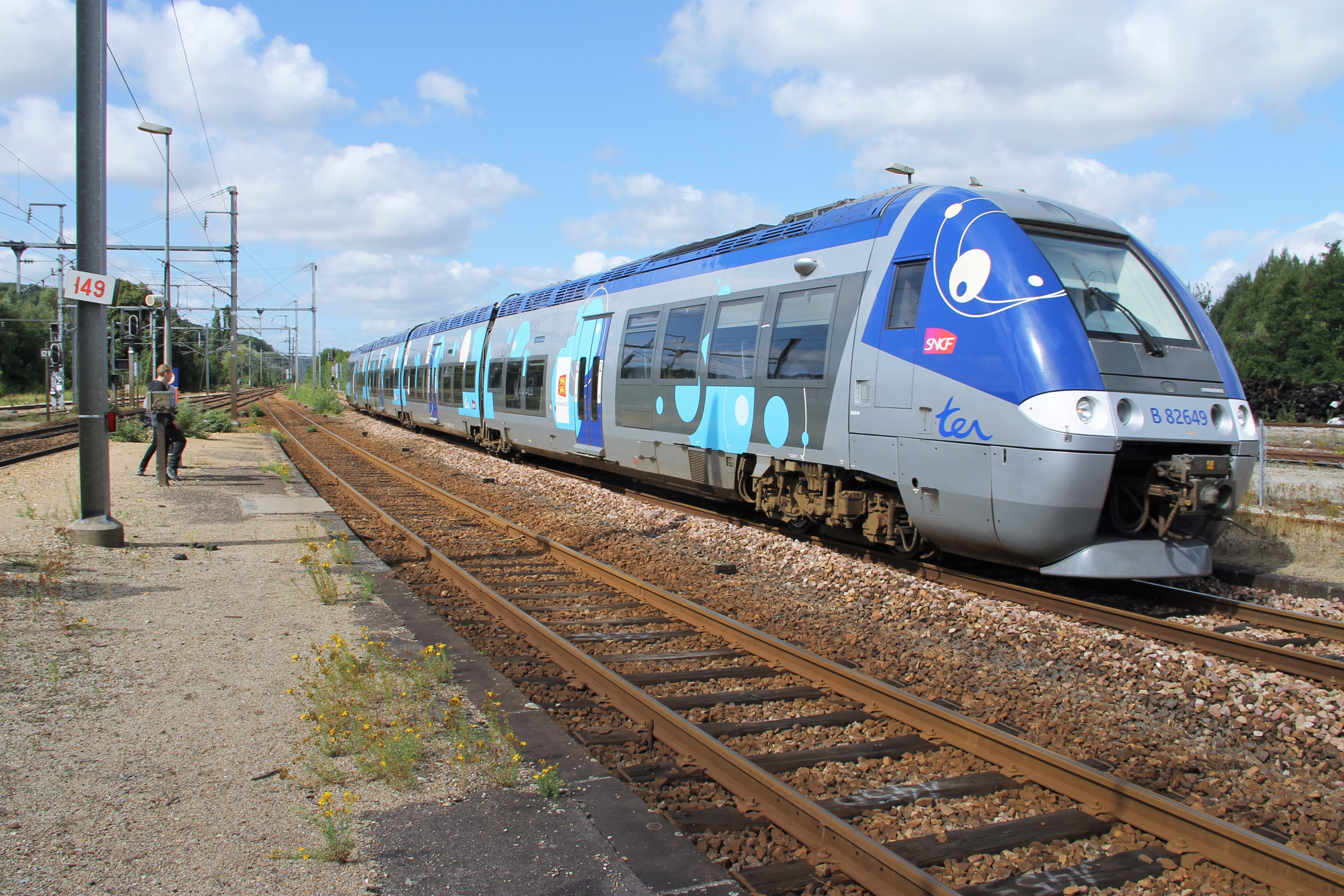
B 82500 - Haute-Normandie, in het station Serquigny (2018).
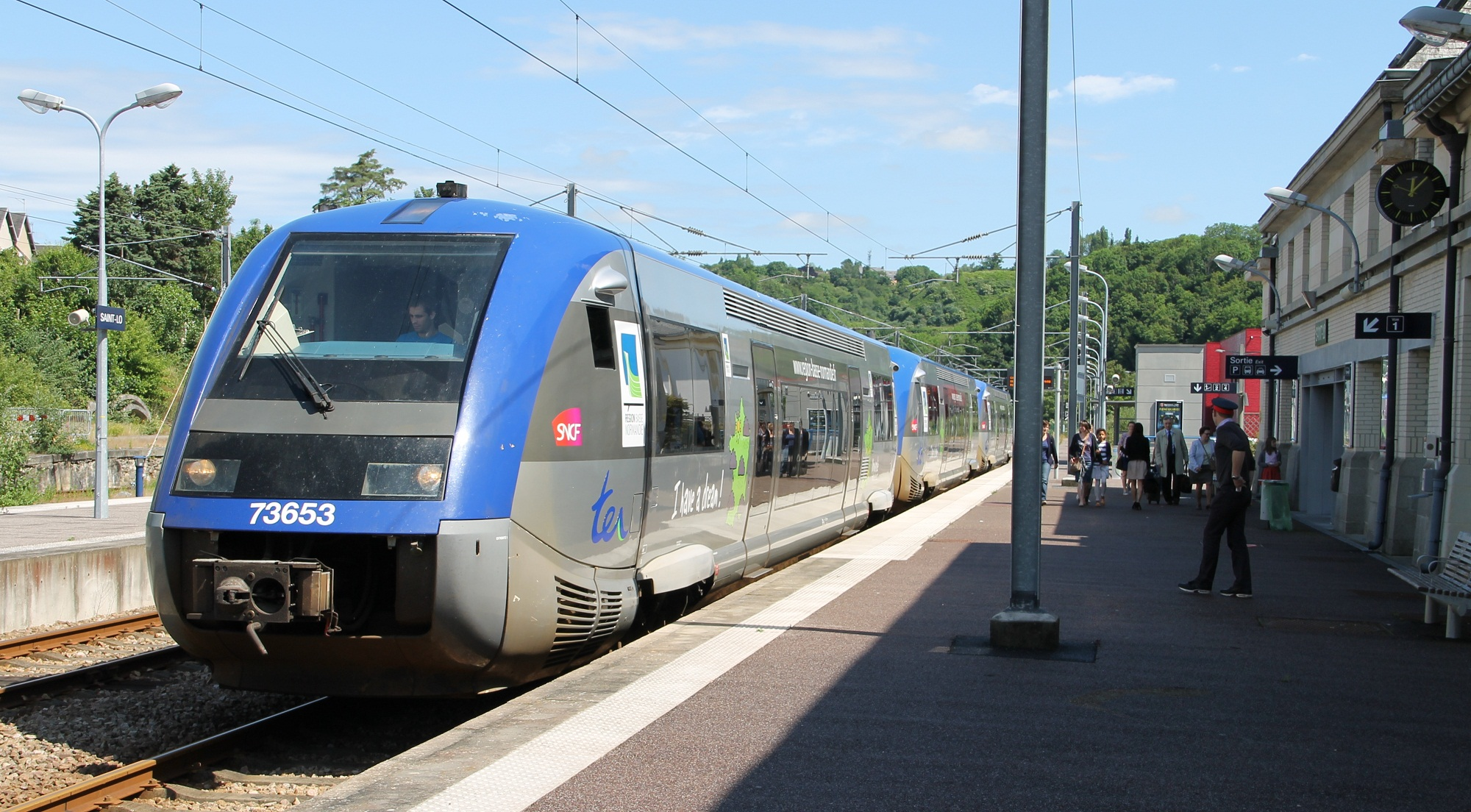
X 73500 Basse-Normandie, in het station Saint-Lô (2014).

##### Locomotieven
| Serie   | STF SLN | STF SNO | Totaal |
| ------- | ------- | ------- | ------ |
| BB15000 | 34      | –       | 34     |